# Johan Peter Aagaard
Johan Peter Aagaard (Odense, 3 maggio 1818 – Copenaghen, 22 maggio 1879) è stato un incisore danese.

## Biografia
Fratello maggiore del pittore paesaggista Carl Frederik Aagaard, dopo aver lavorato come calzolaio sulle orme del padre, si trasferì a Copenaghen dove apprese l'arte della xilografia. Al 1842, nella capitale danese, risale la sua prima esposizione. Nel 1849, insieme ad Adolf Kittendorff, aprì un'attività di incisione e vendita di oggetti d'arte, con la quale i due contribuirono alla diffusione in Danimarca della xilografia; dopo la morte del socio nel 1869, Aagaard proseguì nell'attività concentrandosi prevalentemente sul commercio d'arte.